# راه اژدها
راه اژدها (چینی: 猛龍過江، که در ابتدا با عنوان بازگشت اژدها در ایالات متحده منتشر شد) فیلمی کمدی اکشن هنرهای رزمی هنگ کنگ محصول سال ۱۹۷۲ به کارگردانی و تهیه‌کنندگی مشترک بروس لی است که در نقش اصلی نیز بازی می‌کند. این تنها فیلم کارگردانی لی و آخرین فیلمی است که در زمان حیات او اکران شده است. سایر بازیگران فیلم شامل نورا میائو، رابرت وال، وی پینگ او و چاک نوریس (اولین نقش خود را در سینما بازی می‌کند) هستند.
راه اژدها در ۳۰ دسامبر ۱۹۷۲ در هنگ کنگ و در اوت ۱۹۷۴ در ایالات متحده اکران شد. این فیلم با بودجه‌ای محدود معادل ۱۳۰ هزار دلار ساخته شد و در نهایت حدود ۱۳۰ میلیون دلار در سراسر جهان فروش داشت (که با احتساب تورم، بیش از ۷۰۰ میلیون دلار ارزش دارد)، یعنی هزار برابر بودجه اولیه خود را به دست آورد. این فیلم تا زمان اکران فیلم بعدی لی، اژدها وارد می‌شود (۱۹۷۳)، پرفروش‌ترین فیلم هنگ کنگ بود.
داستان فیلم عمدتاً در یک رستوران در رم اتفاق می‌افتد. صاحبان رستوران توسط یک رئیس تبهکاران مورد آزار و اذیت قرار می‌گیرند و از یکی از بستگان خود در هنگ کنگ درخواست کمک می‌کنند. این کمک در قالب یک هنرمند رزمی جوان از راه می‌رسد. در ادامه، درگیری میان کارکنان رستوران و گانگسترها شدت می‌گیرد.

## داستان
در رم، چن چینگ-هوا و عمویش وانگ با مشکلاتی در رستوران خود مواجه می‌شوند، زیرا یک رئیس تبهکاران قصد دارد ملک آنها را تصاحب کند. وقتی چن از واگذاری رستوران امتناع می‌کند، رئیس گانگسترهایی را می‌فرستد تا مشتریان را بترسانند. چن از عموی خود در هنگ کنگ درخواست کمک می‌کند و در پاسخ، یک رزمی‌کار جوان به نام تانگ لونگ به کمک او می‌آید. در بدو ورود، تانگ تحت تأثیر محیط جدید خود قرار می‌گیرد و مانند یک فرد روستایی ساده‌لوح به نظر می‌رسد. چن که ناامید شده، از او می‌پرسد که چه کمکی می‌تواند بکند، اما تانگ با اطمینان به او اطمینان می‌دهد که توانایی لازم را دارد. در رستوران، تانگ متوجه می‌شود که کارکنان شروع به یادگیری کاراته کرده‌اند، اما این موضوع باعث ناراحتی کوئن، یکی از کارکنان که سبک کونگ‌فو را ترجیح می‌دهد، شده است. تانگ به کوئن توصیه می‌کند که ذهن بازتری داشته باشد و از هر چیزی که مؤثر است، استفاده کند.
طولی نمی‌کشد که گانگسترها در رستوران ظاهر می‌شوند و مشتریان را تهدید می‌کنند، در حالی که تانگ در آن لحظه در سرویس بهداشتی است. کارکنان که از زمان‌بندی بد تانگ ناراحت شده‌اند، مهارت‌های او و سبک مبارزه‌اش را زیر سؤال می‌برند. هنگامی که گانگسترها دوباره بازمی‌گردند، کارکنان با آنها درگیر می‌شوند، اما شکست می‌خورند. با این حال، تانگ به تنهایی همه آنها را شکست می‌دهد و کارکنان تصمیم می‌گیرند که تحت آموزش او تمرین کنند. عمو وانگ به آنها هشدار می‌دهد که گانگسترها برای انتقام بازخواهند گشت، اما تانگ قول می‌دهد که از رستوران محافظت کند. در همین حین، رابطه چن و تانگ نزدیک‌تر می‌شود و چن او را به گشت‌وگذار در رم می‌برد، اما تانگ از این شهر چندان تحت تأثیر قرار نمی‌گیرد.
هو، معاون رئیس تبهکاران، همراه با افراد مسلح بازمی‌گردد و کارکنان رستوران را گروگان می‌گیرد. او یک بلیت سفر به هنگ کنگ به تانگ می‌دهد و به او دستور می‌دهد که آنجا را ترک کند. اما هنگامی که افراد هو، تانگ را به بیرون از رستوران هدایت می‌کنند، او با استفاده از دو نانچیکو به آنها حمله کرده و شکستشان می‌دهد. سپس کارکنان رستوران نیز به او کمک می‌کنند. تانگ به هو هشدار می‌دهد که دیگر بازنگردد و افراد او مجبور به ترک رستوران می‌شوند. کارکنان پیروزی خود را جشن می‌گیرند، اما رئیس باند تهدید می‌کند که اگر تانگ تا سال نو چینی آنجا را ترک نکند، او را خواهد کشت. عمو وانگ از چن می‌خواهد که تانگ را متقاعد کند تا برود. اما وقتی تانگ از ترک رستوران امتناع می‌کند، یک قاتل از پشت‌بامی نزدیک، با یک تفنگ تک‌تیرانداز سعی می‌کند او را بکشد. در حالی که تانگ از صدای ترقه‌های آتش‌بازی اطراف عصبی شده، به‌طور اتفاقی از این سوءقصد جان سالم به در می‌برد. سپس قاتل را تعقیب کرده و با فریب دادن او برای هدر دادن مهماتش، شکستش می‌دهد. تانگ پس از بازگشت به آپارتمان، متوجه می‌شود که چن ناپدید شده است. او که تصور می‌کند هو او را ربوده، به همراه کارکنان رستوران به مقر رئیس می‌رود و افرادش را شکست می‌دهد. تانگ آخرین هشدار خود را به رئیس می‌دهد و از او می‌خواهد که دیگر به رستوران کاری نداشته باشد. کارکنان بار دیگر پیروزی خود را جشن می‌گیرند، اما دریافت یک تلگرام برای تانگ جشن را متوقف می‌کند، زیرا متوجه می‌شوند که او برای بازگشت به هنگ کنگ احضار شده است. با این حال، تانگ به آنها اطمینان می‌دهد که تا زمانی که این مشکل کاملاً حل نشود، آنجا را ترک نخواهد کرد.
هو دو استاد کاراته، یکی از ژاپن و دیگری از اروپا، را استخدام می‌کند تا تانگ را به چالش بکشند. همچنین یک رزمی‌کار در سطح جهانی به نام کُلت را نیز برای مقابله با او به کار می‌گیرد. سپس، با فریب برخی از کارکنان رستوران و به بهانه آتش‌بس، آنها را به مکانی دورافتاده می‌کشاند، جایی که دو استاد کاراته به آنها کمین می‌کنند. در ابتدا، این دو مبارز کارکنان را شکست می‌دهند تا اینکه تانگ وارد ماجرا شده و مداخله می‌کند. هو، تانگ را فریب داده و او را به نبردی با کلت در کولوسئوم می‌کشاند. در همین حین، عمو وانگ که قصد دارد رستوران را به رئیس تبهکاران بفروشد و با پول آن به هنگ کنگ بازگردد، دو نفر از کارکنان باقی‌مانده را با چاقو به قتل می‌رساند. در یک نبرد سرنوشت‌ساز و ده‌دقیقه‌ای، تانگ موفق می‌شود کلت را از کار بیندازد و در نهایت، با اکراه او را می‌کشد، چراکه کلت پیشنهاد بخشش را رد می‌کند. پس از آن، تانگ به تعقیب هو پرداخته و از کولوسئوم خارج می‌شود. هنگامی که آنها به محل کمین بازمی‌گردند، رئیس باند از راه می‌رسد و هر دو، یعنی هو و عمو وانگ، را به ضرب گلوله می‌کشد. چن، که اکنون رهبری را بر عهده گرفته، پلیس را هدایت می‌کند و رئیس باند را پیش از آنکه بتواند تانگ را بکشد، دستگیر می‌کنند. با حل شدن ماجرا، تانگ به هنگ کنگ بازمی‌گردد، در حالی که کوئن به چن می‌گوید که تانگ یک مرد تنهاست و هرگز در جایی ساکن نخواهد شد.

## بازیگران
- بروس لی در نقش تانگ لانگ
- نورا میائو
- چاک نوریس
- رابرت وال
- مالیسا لونگو
- ویرا درودی

## تولید
بروس لی شرکت تولیدی خود را با نام شرکت تولید کنکورد به همراه ریموند چو، بنیان‌گذار گلدن هاروست، تأسیس کرد و راه اژدها نخستین فیلم این شرکت بود. لی علاوه بر تهیه‌کنندگی، فیلم‌نامه را نوشت، کارگردانی فیلم را بر عهده داشت و حتی در بخش موسیقی متن، نوازندگی سازهای کوبه‌ای را انجام داد.
این فیلم در ابتدا تنها برای بازار آسیا در نظر گرفته شده بود، اما در نهایت نقش مهمی در حفظ محبوبیت فیلم‌های رزمی در آمریکا ایفا کرد. یکی از نکات برجسته و به‌یادماندنی فیلم، نحوه پرداختن به مبارزه در کولوسئوم است، جایی که چاک نوریس نخستین حضور سینمایی خود را تجربه کرد. لی این صحنه را با برداشت‌های طولانی فیلم‌برداری کرد، به گونه‌ای که تمام بدن مبارزان در قاب دیده می‌شد. او از نورپردازی دراماتیک استفاده کرد تا هر دو مبارز را بزرگ‌تر از زندگی واقعی جلوه دهد.

## توضیحات
نخستین کارگردانی بروس لی
بروس لی پس از بازی در دو فیلم سینمایی رئیس بزرگ (مشتهای خشم) و خشم اژدها (ضربه نهایی) و پس از کنار گذاشته شدن از پروژه ببر صورت زرد توسط لو وی (کارگردانی که بروس در دو فیلم رئیس بزرگ و خشم اژدها با او همکاری کرده بود) تصمیم گرفت تا فیلمنامه راه اژدها را که خود نیز آن را به نگارش درآورده بود، کارگردانی کند. او پس از این تجربه موفق، اقدام به ساخت فیلم بازی مرگ کرد که به دلیل مرگ نابهنگام بروس، این فیلم ناتمام باقی‌ماند.
 نخستین تجربه بازیگری چاک نوریس
این فیلم اولین تجربه بازیگری چاک نوریس به حساب می‌آید. بروس لی در ابتدا قصد داشت که جو لوئیس این نقش را بازی کند اما با نپذیرفتن لوئیس، نوریس جایگزین او شد.
سفر بروس لی به ایتالیا
راه اژدها در کشور ایتالیا (در شهر رم) فیلم‌برداری شد. مبارزه نهایی فیلم بین بروس لی و چاک نوریس در کولوسئوم انجام شد.